# Forze di polizia italiane
Le forze di polizia italiane sono dei corpi che sovrintendono allo svolgimento delle funzioni di polizia nella Repubblica Italiana. Sono di due tipi: statali, che operano su tutto il territorio nazionale e locali, che hanno una competenza limitata al territorio di riferimento. Le polizie locali sono dotate di compiti di pubblica sicurezza, ma non sono inserite nell'articolo 16 della legge 1º  aprile 1981 numero 121. Queste concorrono comunque alla tutela dell'ordine pubblico e della sicurezza pubblica, in cooperazione con le forze di polizia statali (art. 3 l. 65/1986; art. 54, comma 2, d.lgs. 267/2000).

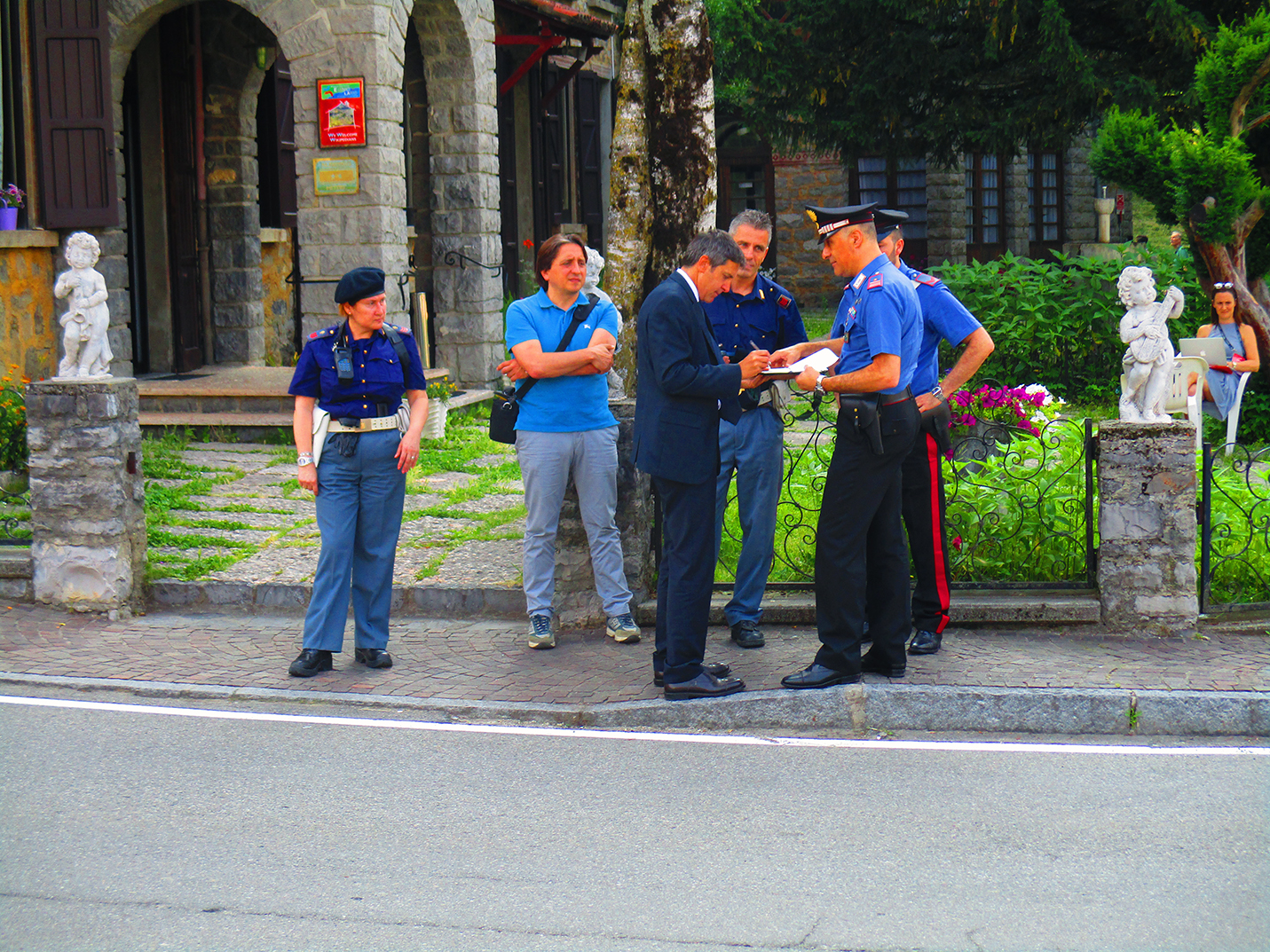
Carabinieri e poliziotti eseguono dei controlli appiedati

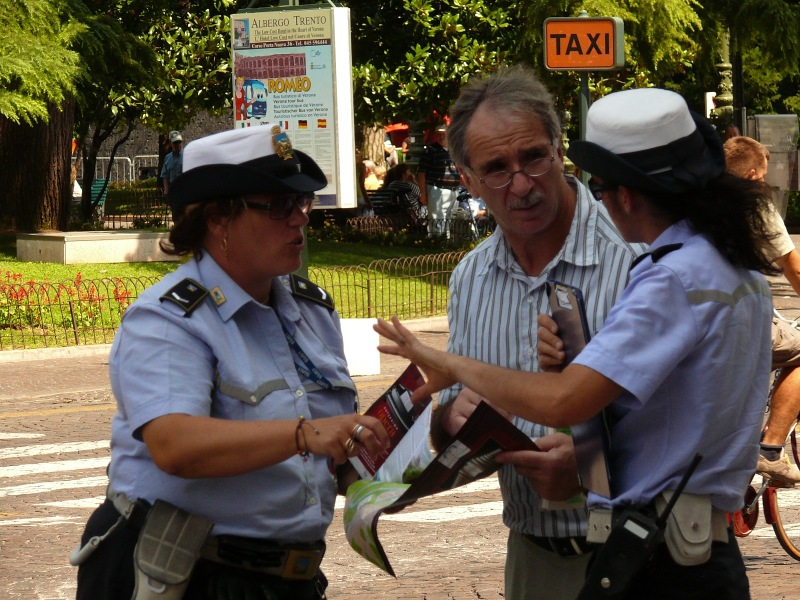
Agenti della polizia locale di Verona

## Storia

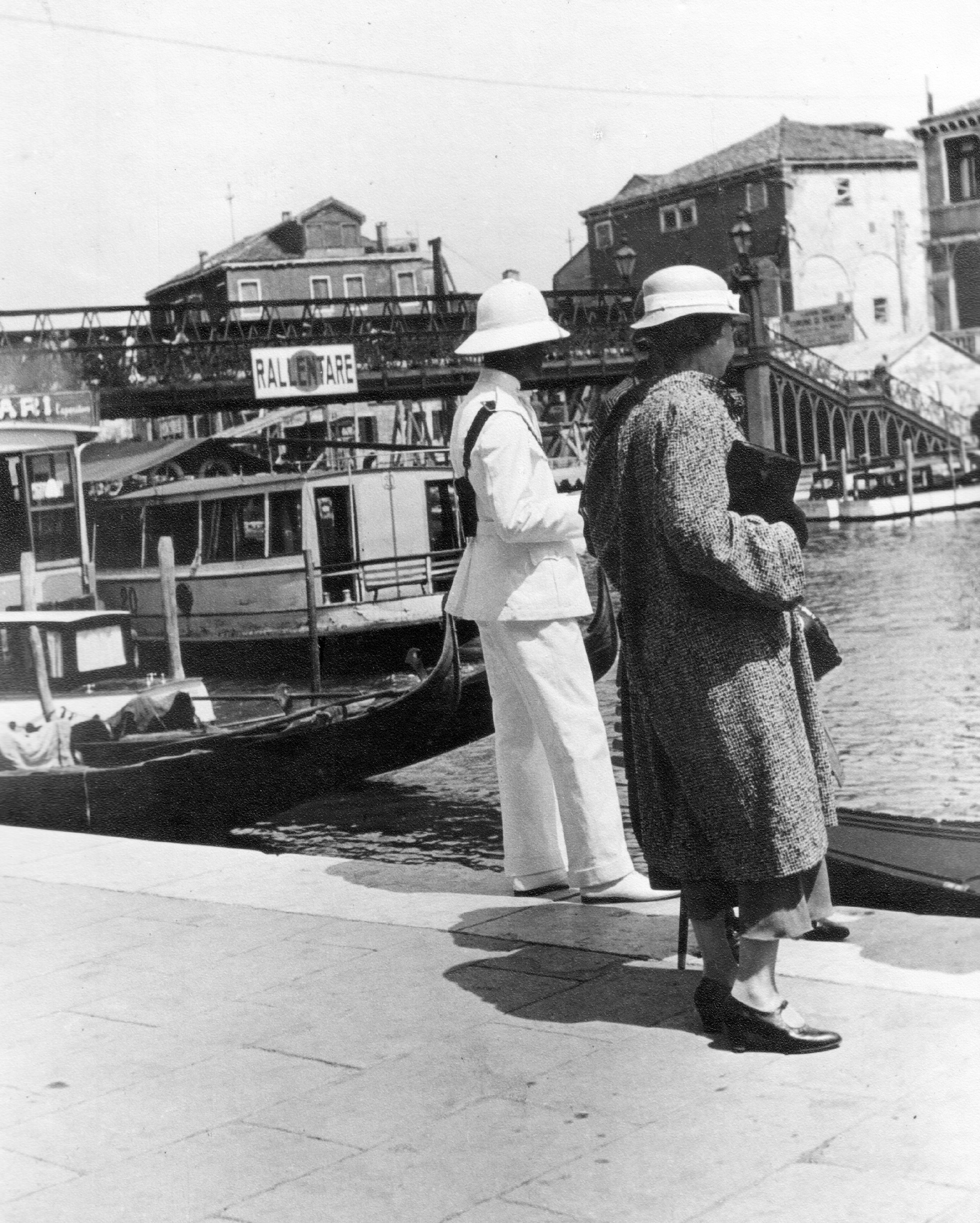
Vigile urbano a Venezia durante il ventennio fascista

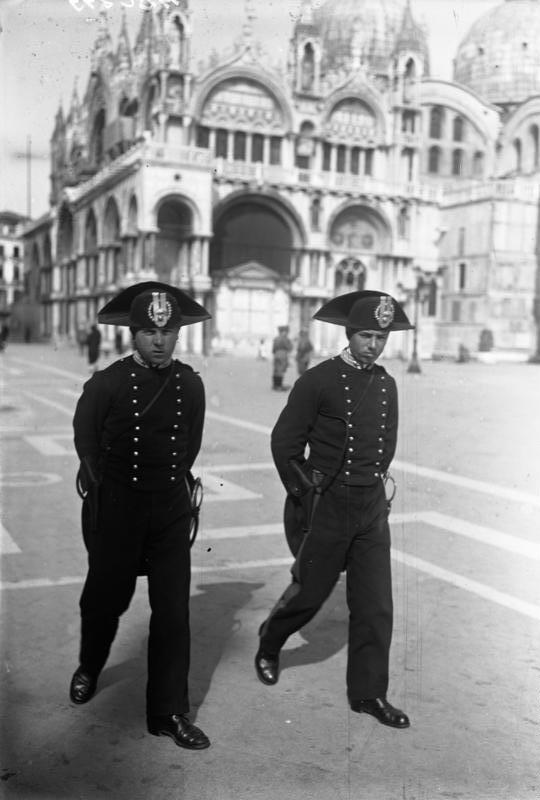
Carabinieri nel 1924

Con la proclamazione del Regno d'Italia, l'autorità di polizia veniva divisa tra il Corpo delle guardie di città (poi Corpo della regia guardia per la pubblica sicurezza) e Arma dei Carabinieri Reali. Per un periodo il primo fu sostituito nel 1925 dal Corpo degli agenti di pubblica sicurezza e dalla Milizia,  con la riforma operata dal governo Mussolini. Dal 1861 nacquero nelle città d'Italia le Guardie delle province e dei comuni evolutesi poi in Guardie metropolitane come servizi di polizia locale ausiliaria di pubblica sicurezza.
Dopo la nascita della Repubblica Italiana nel secondo dopoguerra con l'"accordo Carcaterra", venne di fatto sancito un monopolio della presenza territoriale tra la Polizia di Stato e l'Arma dei Carabinieri. Le forze di polizia conobbero un processo di smilitarizzazione, iniziato con la legge 1º aprile 1981, n. 121 e proseguito con ulteriori interventi normativi che riguardarono il Corpo di polizia penitenziaria nel 1990 e il Corpo forestale dello Stato nel 2004.
Ai sensi della legge 23 agosto 2004, n. 226, contestualmente alla sospensione operativa del servizio militare di leva in Italia, venne stabilito che i concorsi per entrar a far parte delle forze di polizia italiane fossero riservati a coloro che avessero svolto un periodo di ferma volontaria presso le forze armate italiane. Nel 2009 venne costituito il GICER, col compito di prevenire ed impedire infiltrazioni criminose nel processo di ricostruzione in seguito al terremoto dell'Aquila del 2009.
Nel 2014 il governo Renzi affermò di voler riorganizzare le forze di polizia con l'eliminazione delle funzioni doppie fra le varie forze e l'assorbimento del Corpo forestale dello Stato nelle altre forze di polizia. Ai sensi del dlgs 19 agosto 2016, n. 177, tale corpo è stato poi soppresso a partire dal 31 dicembre 2016 e personale e funzioni in gran parte assorbiti dall'Arma dei Carabinieri; e sono state inoltre affidate in esclusiva alla Guardia di Finanza tutte le funzioni di polizia e di mantenimento dell'ordine pubblico in mare, fatte salve le competenze del Corpo delle capitanerie di porto - Guardia costiera relative alla sicurezza della navigazione marittima e di ricerca e soccorso. Un riordino generale delle carriere è poi seguito con l'emanazione del d.lgs. 29 maggio 2017, n. 95.

## Caratteristiche e competenze

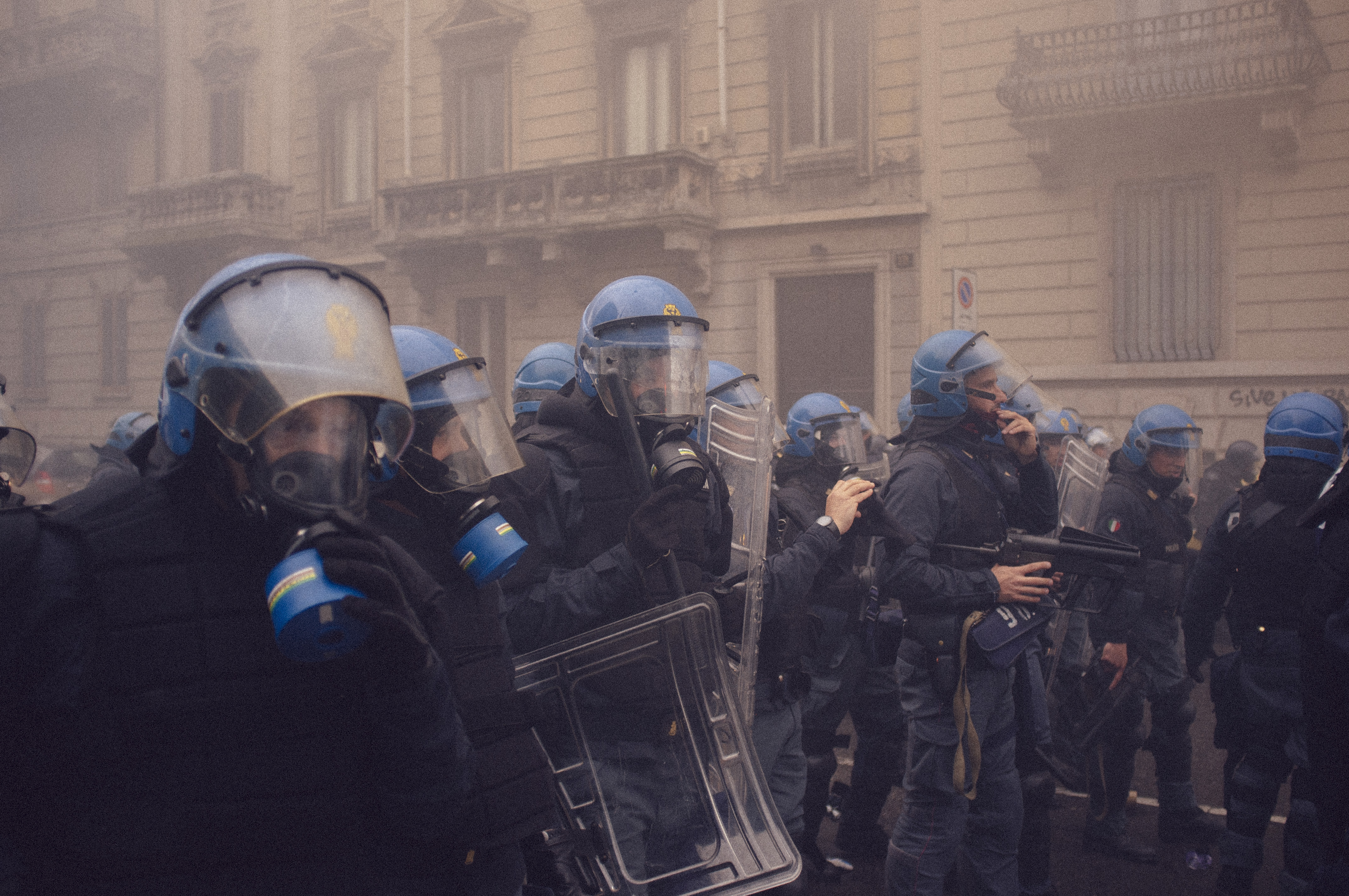
Polizia di Stato in un'azione di ordine pubblico

Ogni forza di polizia ha una propria organizzazione e struttura; in via generale la funzione di assicurare la tutela dell'ordine pubblico, la sicurezza pubblica e il coordinamento delle forze di polizia, sono esercitate dal Ministero dell'Interno, quale massima autorità di pubblica sicurezza statale, tramite il Dipartimento della pubblica sicurezza.
A livello provinciale il prefetto è autorità di P.S., mentre a livello tecnico è il questore a decidere la pianificazione del personale delle forze di polizia a sua disposizione. Le competenze sono varie e stabilite dalla legge, una delle principali è quella di polizia giudiziaria, in generale sono state modificate dal decreto legge 17 febbraio 2017, n. 13 - convertito in legge 13 aprile 2017, n. 46 - che tra l'altro ha stabilito che le modalità di esercizio, in via preminente o esclusiva, da parte della Polizia di Stato, dell'Arma dei Carabinieri e della Guardia di Finanza, dei compiti istituzionali nei rispettivi comparti di specialità definiti dall'articolo 2, comma 1, del decreto legislativo 19 agosto 2016, n. 177.

## Lo status degli appartenenti
Gli agenti dei corpi predetti svolgono la loro funzione di polizia giudiziaria anche fuori l'orario di servizio e su tutto il territorio nazionale, fatto salvo quanto diversamente stabilito nel regolamento del Corpo di appartenenza, mantenendo, le qualifiche di ufficiale/agente di polizia giudiziaria, ufficiale/agente di pubblica sicurezza, nonché funzioni di polizia stradale. In caso di condanna a pene detentive, nonché in caso di custodia cautelare e carcerazione preventiva, gli appartenenti alle forze di polizia possono richiedere di scontare la pena presso gli istituti penitenziari militari, possono altresì portare armi durante ed al di fuori del servizio anche senza licenza di porto, nello specifico delle previsioni normative. Inoltre, ai sensi del decreto-legge 23 maggio 2008, n. 92 - convertito in legge 24 luglio 2008, n. 125 - nei casi in cui sia richiesto dalla prefettura italiana competente, anche il personale in servizio presso le forze armate italiane può essere chiamato a svolgere funzioni di polizia, attribuendo agli appartenenti la qualifica di agente di pubblica sicurezza, solo relativamente ad attività relative al mantenimento dell'ordine pubblico, ma con alcune limitazioni.
Per quanto riguarda la polizia locale in Italia le predette qualifiche sono rivestite solamente nella giurisdizione di competenza e solamente durante l'orario di servizio. Inoltre sono ufficiali di polizia giudiziaria i comandanti e coordinatori di polizia municipale e polizia provinciale. Gli appartenenti agli ultimi due corpi possono rivestire la qualifica di agenti di pubblica sicurezza, ma solo qualora il prefetto la conferisca con decreto, previa motivata richiesta dell'amministrazione comunale o provinciale interessata (vedansi artt.3 e 5, comma 1, della legge 7 marzo 1986, n. 65).

## Arruolamento
Per le carriere iniziali in tutte le forze di polizia italiane - sia a ordinamento civile sia militare - si è assistito nel corso del tempo a delle modifiche riguardo alle fasi di arruolamento e ai requisiti del candidato.

### Fino al 1º gennaio 2005
Prima del 2005 per poter entrare a far parte delle forze di polizia italiane vi erano sostanzialmente due modi:
- Tramite concorso pubblico aperto a tutti i cittadini, che avessero assolto l'obbligo del servizio militare di leva in Italia e che rispettassero i requisiti del singolo bando di concorso;
- Tramite la figura dell'"ausiliario" che prevedeva la possibilità di svolgere il servizio di leva oltre che nelle forze armate italiane nelle forze di polizia. Chi fosse interessato a tale possibilità doveva presentare regolare domanda alla caserma o commissariato di zona e presentarsi alla data prestabilita per gli accertamenti psicofisici. All'inizio degli anni 2000 è stato aggiunto un test di cultura generale che il candidato doveva superare. Dopo aver completato il periodo di ferma ordinario previsto dalla legge si era in prova per 2 anni (con piccole differenze tra i vari corpi) al termine dei quali si poteva essere congedati o raffermati in servizio permanente.[senza fonte]

### Dopo il 1º gennaio 2005
Nell'agosto del 2004, con l'entrata in vigore della legge 23 agosto 2004, n. 226 che sospese il servizio militare obbligatorio, si dispose che concorsi per l'accesso alle forze di polizia fossero riservati - fino al 2020 - al personale forze armate italiane, che avesse prestato servizio o che fosse ancora in servizio alla data di emanazione del bando, in qualità di volontario in ferma prefissata. Dal 1º gennaio 2016 i concorsi per le forze dell'ordine sono stati aperti ai civili, purché siano in possesso dei requisiti richiesti e di condotta incensurabile e rispettino i limiti di età, rimane comunque una riserva di posti per i volontari.

### Polizia locale
L'accesso alle carriere della polizia locale in Italia avviene attraverso concorso pubblico per esami bandito dagli enti responsabili del servizio (comuni, province e unioni di comuni). 
I candidati devono affrontare, oltre ad un'eventuale prova preselettiva, una prova scritta, un colloquio orale ed eventuali prove di efficienza fisica.
Oltre ai requisiti generali per entrare nella Pubblica amministrazione, i candidati devono essere in possesso di idoneità psicofisica e attitudinale.

## Classificazione e organizzazione

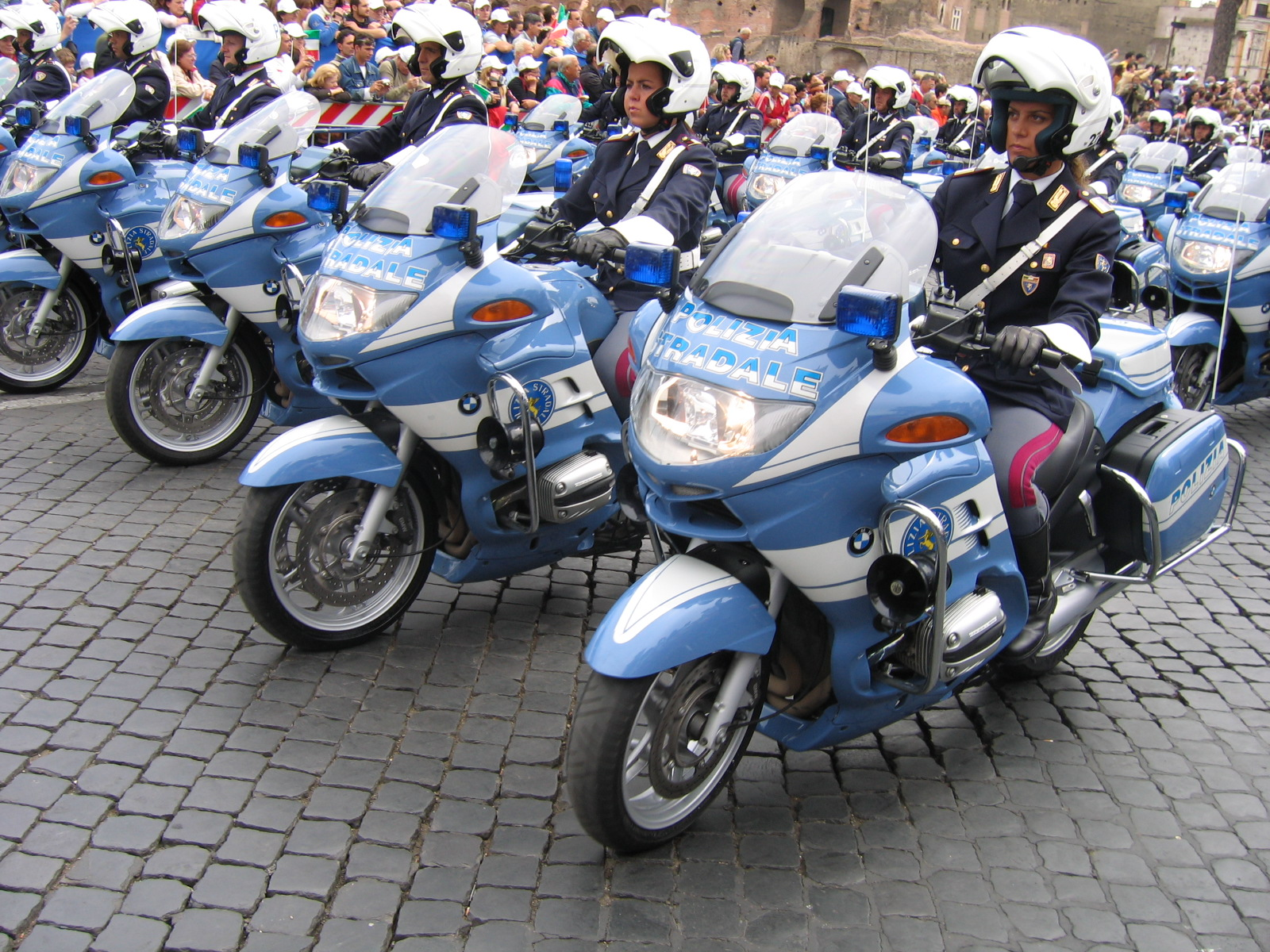
Squadre motociclistiche della Polizia di Stato.

L'ordinamento italiano prevede 4 forze di polizia nazionali a diretto controllo governativo (a ordinamento civile e militare), oltre ai corpi di polizia locale che possono essere eventualmente costituiti dai comuni e province. Tutti i corpi armati dello Stato hanno funzioni di pubblica sicurezza e polizia giudiziaria, che però sono entrambe funzioni distinte dalla funzione tipica di polizia.

### Corpi di polizia a ordinamento civile
- la Polizia di Stato dipendente dal Dipartimento della pubblica sicurezza del Ministero dell'Interno, con funzioni di polizia giudiziaria e amministrativa. La funzione predominante è la gestione dell'ordine e della sicurezza pubblica. Corpo a ordinamento militare, dopo l'emanazione della legge 1º aprile 1981, n. 121 è stato reso a ordinamento civile.
- la Polizia penitenziaria dipendente dal Ministero della giustizia, con competenze specializzate nei servizi inerenti alla gestione delle persone soggette a restrizioni della libertà personale e delle strutture carcerarie, funzioni di polizia giudiziaria, di prevenzione, di polizia stradale e di ordine pubblico. È una struttura a ordinamento civile (fino al 1990 era a ordinamento militare).

### Corpi di polizia a ordinamento militare

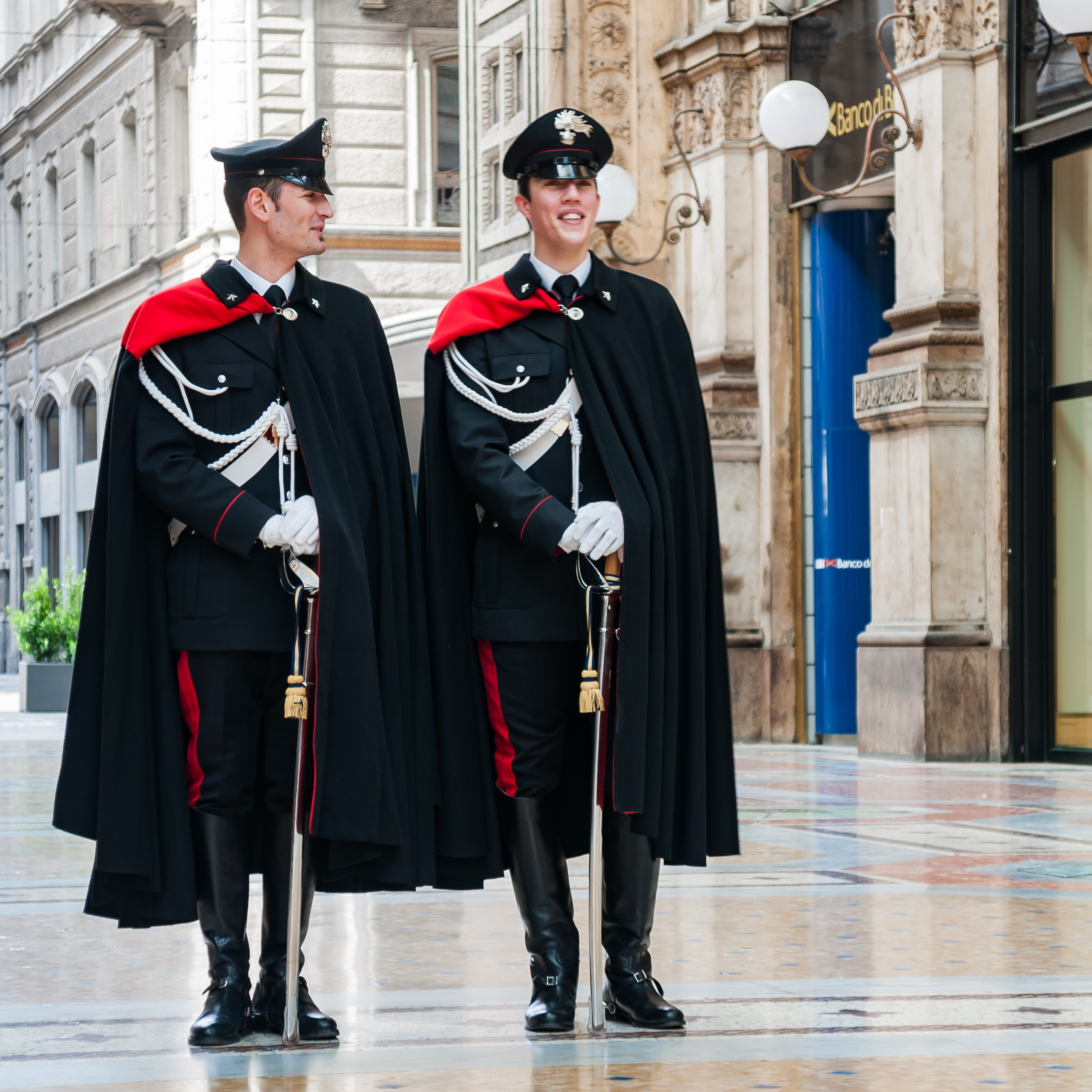
Carabinieri in alta uniforme

- l'Arma dei Carabinieri: dipendente dal Ministero della difesa, esercita le funzioni di polizia giudiziaria e di sicurezza pubblica, mantenimento dell'ordine pubblico e della sicurezza, polizia ambientale e amministrativa. Dal 2000 ha collocazione autonoma nell'ambito del Ministero della difesa, con il rango di forza armata nonché forza militare di polizia a competenza generale.
- la Guardia di Finanza dipende direttamente dal Ministro dell'Economia e delle Finanze. Si distingue per le competenze specialistiche nella prevenzione e repressione dei reati valutari, finanziari e tributari, con funzioni inoltre di polizia giudiziaria, polizia stradale, pubblica sicurezza, polizia doganale, militare e tributaria. Si tratta di una struttura a ordinamento militare.

### Corpi di polizia locale

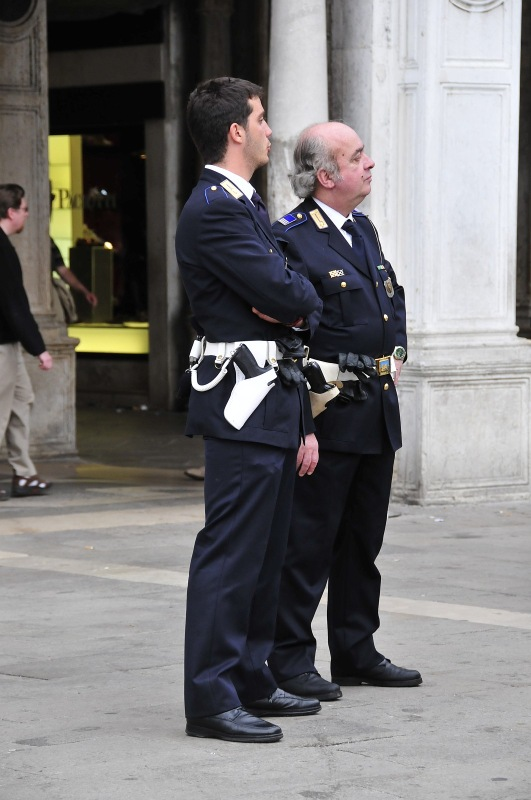
Agenti del corpo polizia locale di Venezia

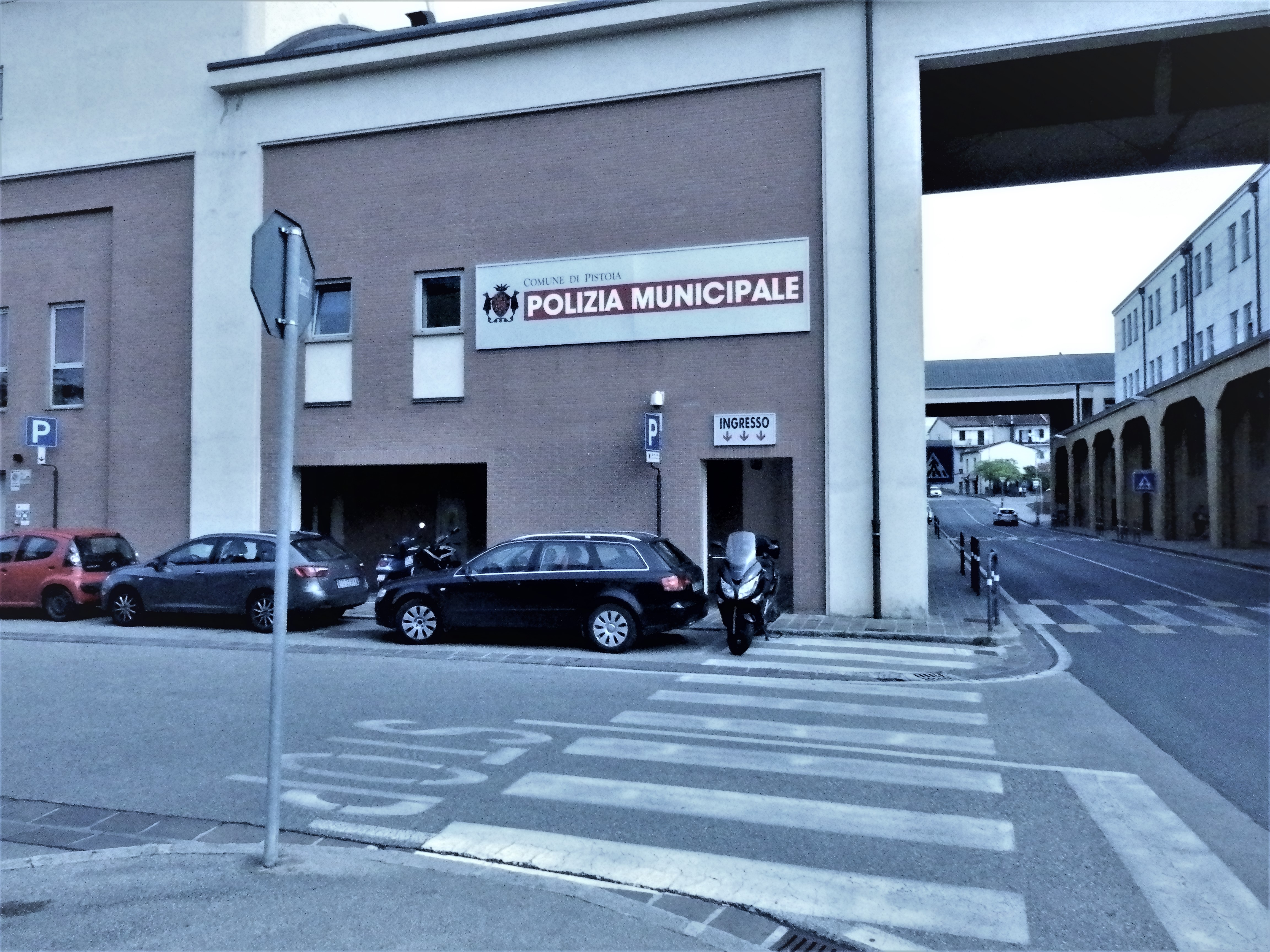
Comando della polizia municipale di Pistoia

I corpi (e servizi) di Polizia locale secondo la legislazione vigente sono:
- i corpi di Polizia provinciale (e metropolitana) hanno competenza estesa sul territorio provinciale o della Città metropolitana di riferimento e funzioni prevalenti di polizia giudiziaria, relativamente alle loro funzioni di polizia amministrativa; polizia stradale; polizia ambientale; polizia ittico-venatoria e faunistica; polizia demaniale; polizia zoofila e di protezione degli animali; polizia micologica - idraulica - mineraria - lacuale, fluviale, lagunare e navale; compiti di protezione civile e funzioni ausiliarie di pubblica sicurezza;
- i corpi di Polizia municipale hanno competenza sul territorio del comune italiano di appartenenza o su quello di unione di comuni, con funzioni di polizia amministrativa (edilizia, sanitaria, urbana, commerciale, ambientale, ecc.); giudiziaria; stradale; protezione civile e funzioni ausiliarie di pubblica sicurezza;
- le Compagnie barracellari, forma di polizia locale prevalentemente rurale tipica della Regione Autonoma della Sardegna.

Le regioni a statuto speciale possono istituire, nel rispetto della legislazione statale, corpi e servizi forestali propri. Si tratta di corpi di polizia a ordinamento civile specializzati nella difesa del patrimonio agro-forestale italiano, nella tutela dell'ambiente e del paesaggio e nel controllo sulla sicurezza della filiera agroalimentare. Hanno anche funzione di polizia giudiziaria tuttavia limitate al territorio di appartenenza.
Questi i Corpi forestali nelle regioni e province autonome:
- Corpo forestale della Valle d'Aosta, dal 1968;
- Corpo forestale della Regione autonoma Friuli-Venezia Giulia, dal 1969;
- Corpo forestale della Regione siciliana, dal 1972;
- Corpo forestale e di vigilanza ambientale della Sardegna, dal 1985;
- Corpo forestale provinciale della Provincia autonoma di Bolzano, dal 1997;
- Corpo forestale della Provincia autonoma di Trento, dal 1997.

### Corpi statali con funzioni di polizia
- il Corpo nazionale dei vigili del fuoco è un corpo civile della Repubblica italiana, dipendente dal Ministero dell'interno, con funzioni di polizia giudiziaria, polizia amministrativa, difesa civile, ricerca e soccorso e talvolta anche di ordine e sicurezza pubblica.
- il Corpo delle capitanerie di porto - Guardia costiera è un corpo ad ordinamento militare della Marina Militare. Esercita la funzione di polizia giudiziaria in specifiche materie (codice della navigazione e altre leggi speciali). Ha inoltre funzioni di: autorità di sicurezza in materia di prevenzione da minacce nei porti; polizia nei porti e in corso di navigazione; sicurezza generale nei porti e nelle relative adiacenze; polizia marittima; soccorso e polizia di sicurezza della navigazione nei laghi e nelle acque interne.

## Reparti d'elite
I corpi di polizia italiani hanno nel tempo istituito specifici reparti con compiti specializzati, per la lotta al terrorismo, alla criminalità organizzata, o per la sicurezza interna del Paese:

### Reparti speciali
- Gruppo di intervento speciale, GIS (Carabinieri);
- 1º Reggimento carabinieri paracadutisti "Tuscania" TUSCANIA (Carabinieri);
- Nucleo operativo centrale di sicurezza, NOCS (Polizia di Stato);
- Antiterrorismo pronto impiego, AT / PI (Guardia di Finanza);
- Gruppo operativo mobile, GOM (Polizia penitenziaria).

### Reparti investigativi
- Raggruppamento operativo speciale, ROS (Carabinieri);
- Servizio centrale operativo (Polizia di Stato)
- Servizio centrale di investigazione sulla criminalità organizzata, SCICO (Guardia di Finanza);
- Gruppo d'investigazione sulla criminalità organizzata, GICO (Guardia di Finanza)
- Nucleo investigativo centrale, NIC (Polizia Penitenziaria)

### Reparti specializzati
- Aliquote di primo intervento, API (Carabinieri);
- Squadre operative di supporto, SOS (Carabinieri);
- Unità operative di pronto intervento  UOPI (Polizia di Stato);
- Gruppo intervento operativo, GIO (Polizia penitenziaria).

## Polizia militare

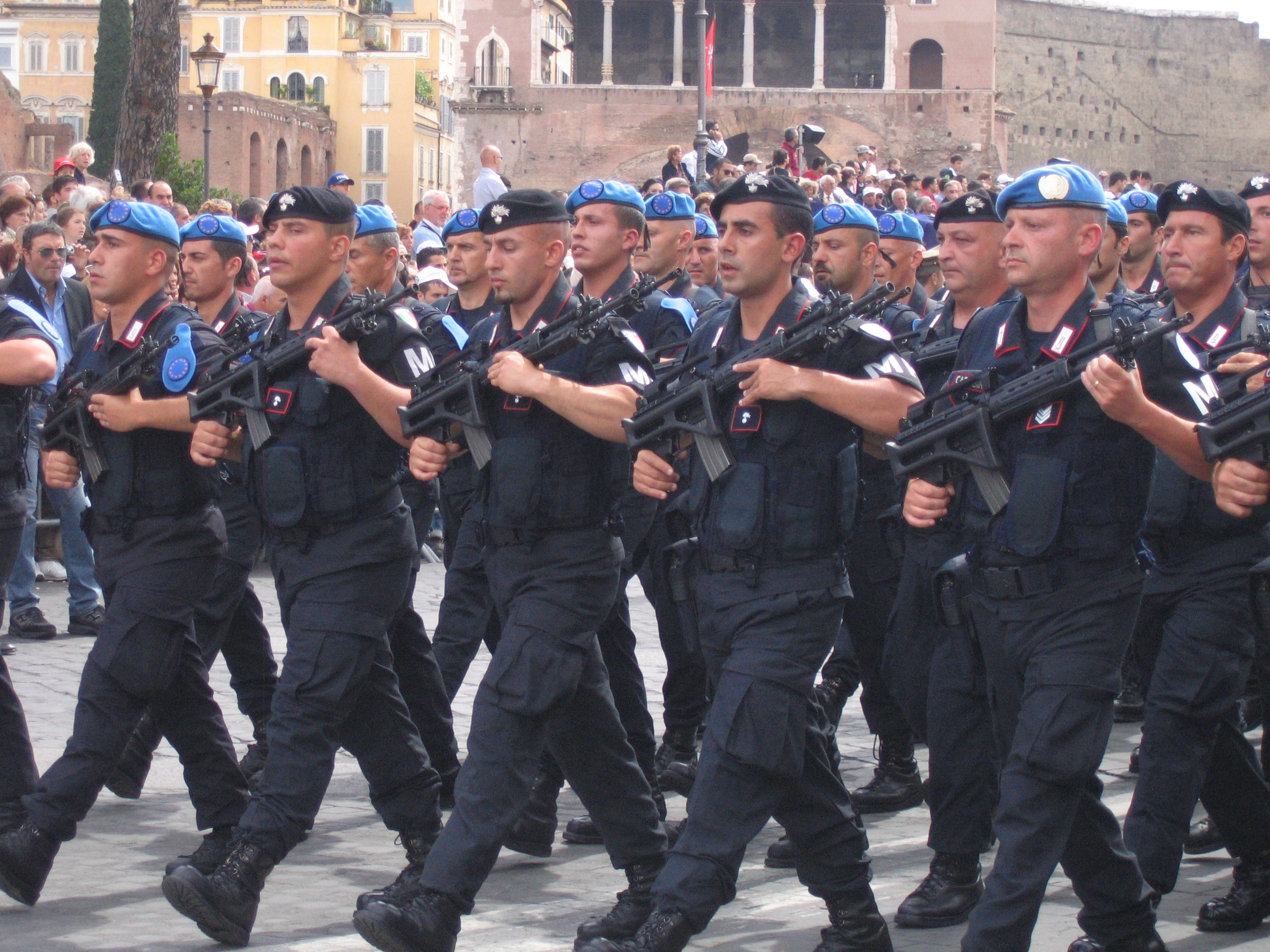
Membri della polizia militare dell'Arma dei Carabinieri in parata

In base alla normativa italiana vigente le funzioni di polizia militare sono svolte esclusivamente dall'Arma dei Carabinieri all'interno di tutte le forze armate italiane. 
Il II° Reparto - informazioni e sicurezza del ministero della difesa ha una speciale sezione di "Polizia militare".
L'Arma dei Carabinieri, in Italia e nei teatri operativi all'estero, mette a disposizione il proprio personale per compiti di polizia militare, vigilanza e di tutela dell'ordine costituito, da esplicarsi in tutte quelle ripartizioni territoriali o giurisdizionali. Tutt’oggi tale funzione viene esplicata in gran parte da personale altamente specializzato della 2ª Brigata mobile carabinieri.
Infine svolgono in proprio funzioni di polizia militare il corpo della Guardia di Finanza, per i propri appartenenti, e il Corpo delle capitanerie di porto - Guardia costiera, per quanto riguarda i militari del Corpo.

## Tabella riassuntiva
| Corpo                         | Corpo                               | Dipendenza principale                           | Corpi d'élite/reparti speciali | Pubblico ufficiale | Agente di pubblica sicurezza  | Ufficiale di pubblica sicurezza | Agente di polizia giudiziaria | Ufficiale di polizia giudiziaria | Agente di polizia tributaria                                         | Ufficiale di polizia tributaria | Polizia militare                                                              |
| Forze armate italiane         | Forze armate italiane               | Ministero della difesa                          | (Vedi forze speciali italiane) | X (p.u. militare)  | solo art. 7 bis. l.125/2008   |                                 |                               |                                  |                                                                      |                                 |                                                                               |
| Corpi ad ordinamento militare | Arma dei Carabinieri                | Ministero della Difesa                          | NAS - GIS - ROS                | X                  | X                             | X                               | X                             | X                                |                                                                      |                                 | X                                                                             |
| Corpi ad ordinamento militare | Guardia di Finanza                  | Ministero dell'Economia e delle Finanze         | AT/PI - SCICO - GICO           | X                  | X                             | solo ramo mare, se imbarcati    | X                             | X                                | X                                                                    | X                               | solo nell'ambito del corpo e su richiesta della Procura Militare              |
| Corpi ad ordinamento militare | Guardia Costiera                    | Ministero delle Infrastrutture e dei Trasporti  | NSI - RAM                      | X                  |                               |                                 | art. 57 co. 3 c.p.p           | art. 57 co. 3 c.p.p.             |                                                                      |                                 | solo nell'ambito della propria forza armata ex art. 132 del d.lgs n. 66/2010. |
| Corpi ad ordinamento civile   | Polizia di Stato                    | Ministero dell'Interno                          | NOCS - SCO - DIGOS             | X                  | X                             | X                               | X                             | X                                |                                                                      |                                 |                                                                               |
| Corpi ad ordinamento civile   | Corpi forestali                     | Regioni autonome                                | NOS - Nuclei investigativi     | X                  | X                             |                                 | X                             | X                                |                                                                      |                                 |                                                                               |
| Corpi ad ordinamento civile   | Polizia Penitenziaria               | Ministero della giustizia                       | NIC - GOM                      | X                  | X                             |                                 | X                             | X                                |                                                                      |                                 |                                                                               |
| Corpi ad ordinamento civile   | Vigili del Fuoco                    | Ministero dell'Interno                          | NIA - SAF                      | X                  | X                             |                                 | X                             | X                                |                                                                      |                                 |                                                                               |
| Corpi di polizia locale       | Polizia municipale                  | Comune di appartenenza                          | -                              | X                  | X (artt.3 e 5 co.1 l.65/1986) |                                 | X                             | X (art. 57 co. 3 c.p.p.)         | X (relativamente ai tributi di competenza dell'ente di appartenenza) |                                 |                                                                               |
| Corpi di polizia locale       | Polizia Provinciale o Metropolitana | Provincia o Città metropolitana di appartenenza | -                              | X                  | X (artt.3 e 5 co.1 l.65/1986) |                                 | X                             | X (art. 57 co. 3 c.p.p.)         | X (relativamente ai tributi di competenza dell'ente di appartenenza) |                                 |                                                                               |

## Dati statistici
Nel 2005 il numero totale degli appartenenti a tutte le forze di polizia attive in Italia era di 324.339 unità - il più alto in Europa - essendo negli organici 74.000 unità in più rispetto alla Germania e più del doppio della Gran Bretagna.
Tuttavia bisogna considerare che in tale numero è compreso intero l'organico dell'Arma dei Carabinieri (circa 105.000 unità) che, pur avendo compiti di polizia, è una forza armata (fino al 2000 facente parte dell'Esercito Italiano).